# Corvus capensis
Corvus capensis là một loài chim trong họ Corvidae.

## Hình ảnh

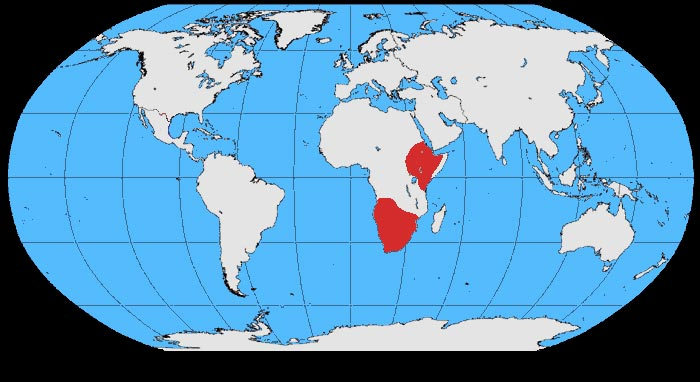
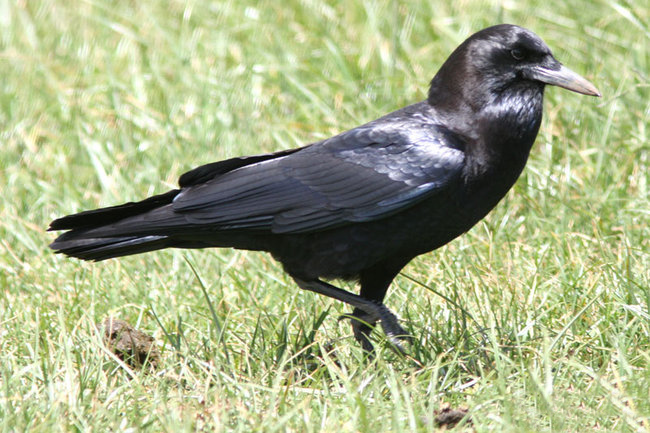